# Lanusei
Lanusei (sardinski: Lanusè) je grad i općina (comune) u pokrajini Nuoru u regiji Sardiniji, Italija. Nalazi se na nadmorskoj visini od 595 metara i ima 5 399 stanovnika.
 Prostire se na 53,17 km². Gustoća naseljenosti je 102 st/km².
Susjedne općine su: Arzana, Bari Sardo, Cardedu, Elini, Gairo, Ilbono, Jerzu, Loceri, Osini i Tertenia.